# Aksamitník
Aksamitník (Tagetes), též nazývaný afrikán, je rod 52 druhů jednoletých i vytrvalých bylin z čeledi hvězdnicovité (Asteraceae). Jsou původní na jihozápadě USA, v Mexiku a na jihu Jižní Ameriky. Různé druhy se liší podle velikosti 0,05–2,2 m. Mají zpeřené zelené listy, a bílé, zlaté, oranžové, žluté, červené květy velké obvykle 4–6 cm v průměru.

## Plevel
Alespoň jeden druh je naturalizovaný plevel v Africe, na Havaji, a v Austrálii.

## Použití
V našich podmínkách se využívají především jako okrasné letničky. Výhodou je snadné pěstování z poměrně levných semen a kvetení od června do podzimu.
Aksamitníky mají ostrou vůni, ačkoliv byly vyšlechtěné odrůdy, které mají být bez zápachu. Vůně má odrazovat některé druhy hmyzích škůdců a proto se používá v zahradnické praxi jako podplodina nebo lem zeleninových záhonů. Rovněž má likvidovat hlístice v půdě.
Tagetes erecta se pěstuje na větších plochách jako zdroj luteinu, který je oranžovo-žlutým karotenoidovým barvivem. Význam má jako potravinářské barvivo (INS-číslo E161b), částečně jako součást doplňků stravy pro podporu zraku.
Tagetes minuta (Khakibush nebo Huacatay), původem z Jižní Ameriky, byl použit jako zdroj esenciálního oleje jako pro voňavkářský průmysl, známý jako tagette, a jako příchuť v potravinách a tabákovém průmyslu v Jižní Africe, kde je také druh užitečný jako pionýrská rostlina v rekultivaci narušených pozemků.
Tagetes lucida z Mexika je nízký keřík. Jako koření je vhodný pro svou nasládlou anýzovou chuť do omáček, polévek a kuřecí pečeně. Nálev z celé rostliny se pije při bolestech břicha nebo se přidává do koupele při revmatických onemocněních. Čaj má tišící účinky na žaludek a nervový systém, při kocovině, lehké migréně. Je lehké psychedelikum, silný čaj způsobuje při zavřených očích vize podobné účinku peyotlu a lehkou euforii. Mexičtí Huicholové používali aksamitník jako obřadní drogu a kouřili jej ve směsi selského tabáku a tohoto aksamitníku.

## Druhy
Známých je kolem 59 druhů.
- Tagetes erecta L. – aksamitník vzpřímený
- Tagetes filifolia Lag.
- Tagetes lacera Brandegee
- Tagetes lemmonii A. Gray
- Tagetes lucida Cav. – aksamitník lesklý
- Tagetes micrantha Cav.
- Tagetes minima L.
- Tagetes minuta L. – aksamitník drobný
- Tagetes patula L. – aksamitník rozkladitý
- Tagetes pusilla Kunth
- Tagetes tenuifolia Cav. – aksamitník jemnolistý

## Galerie

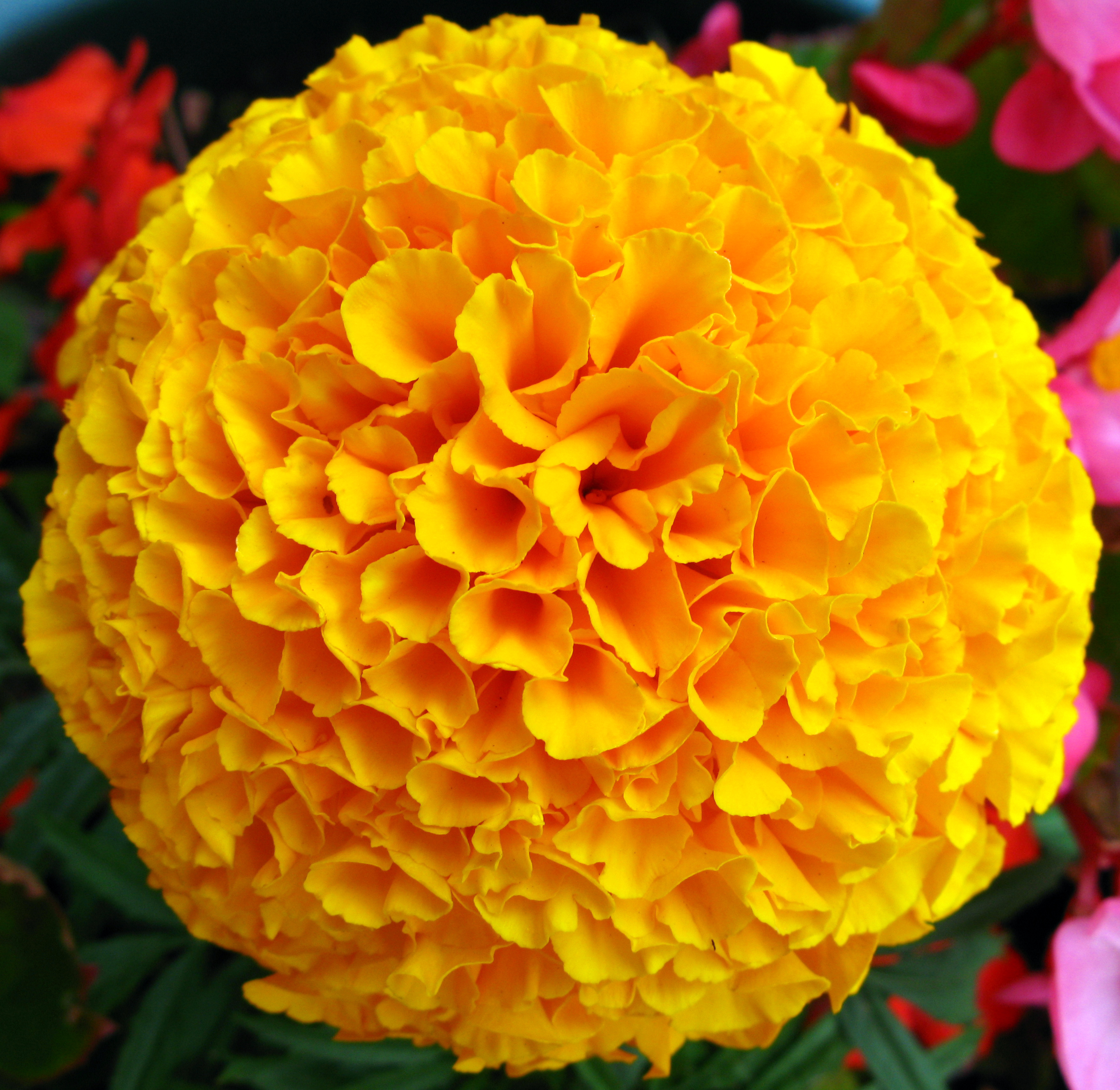
Tagetes erecta
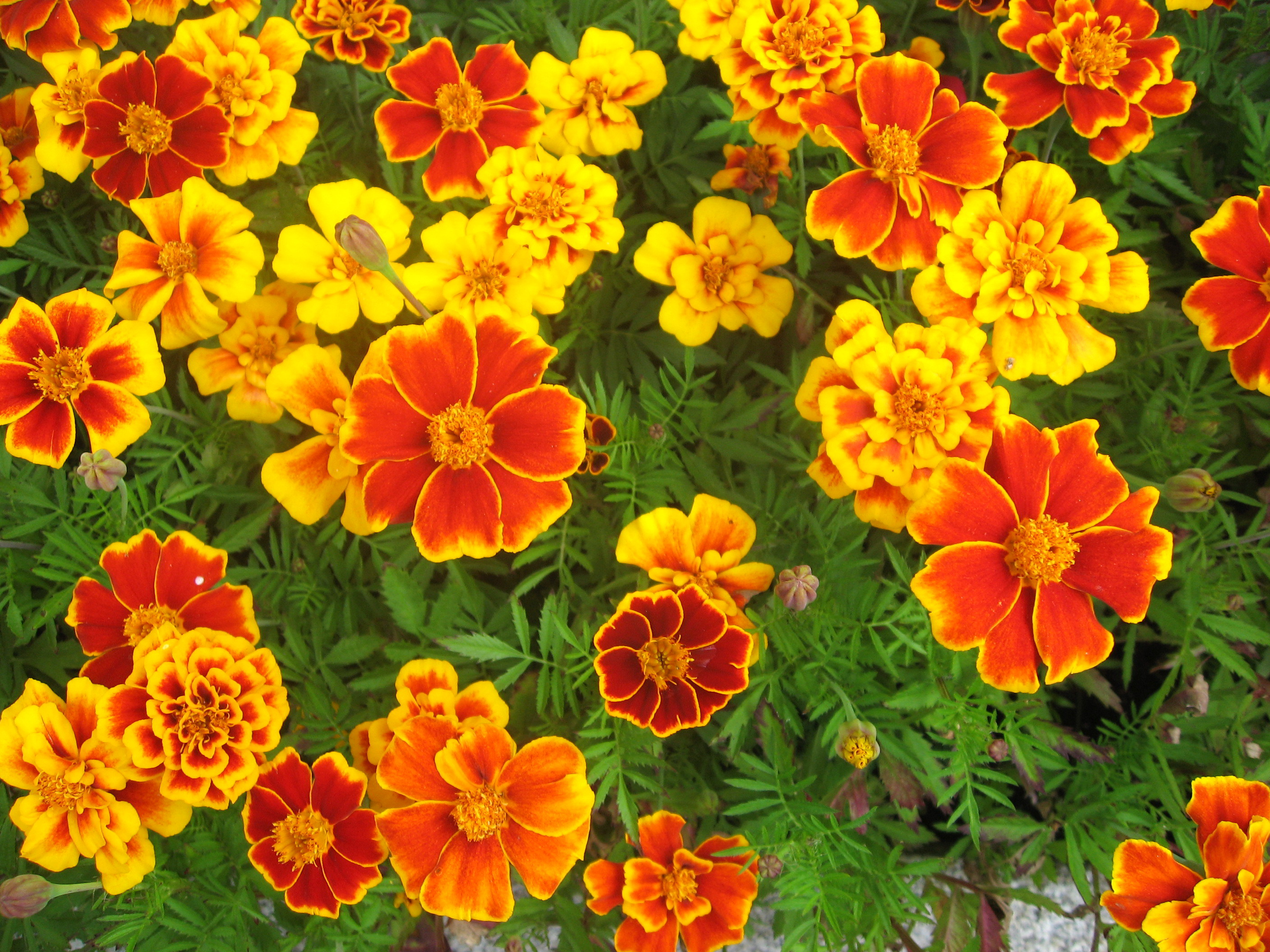
Nakřížené aksamitníky z výsevu
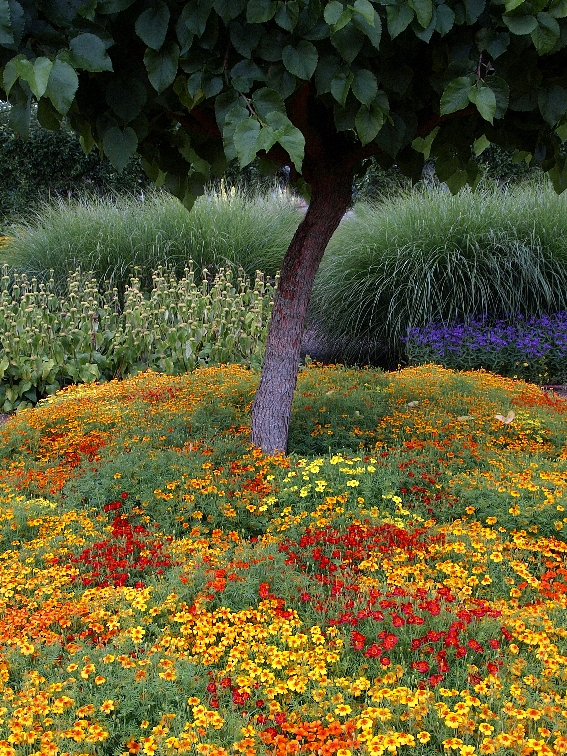
Aksamitník jako kobercový záhon
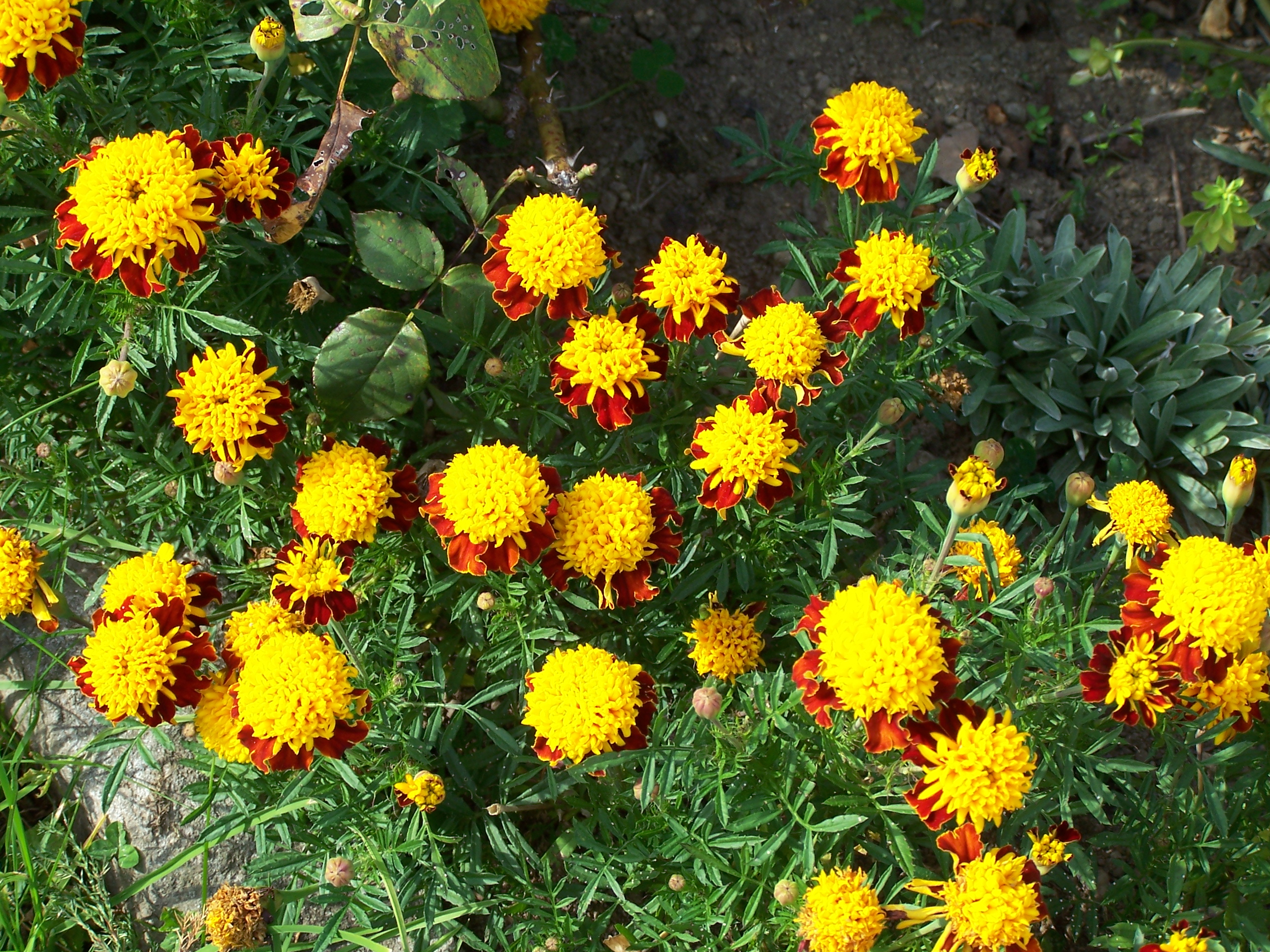
Aksamitníky z hybridizovaného osiva